# Torre vigia de Benagalbón
La Torre de Benagalbón és una torre alimara situada al litoral del municipi de Rincón de la Victòria, a la província de Màlaga. Igual que altres torres alimares del litoral mediterrani andalús, la torre formava part d'un sistema de vigilància de la costa emprat per àrabs i cristians i, com les altres torres, està declarada Bé d'Interès Cultural.
Té planta circular i forma troncocònica amb 6,6 metres de diàmetre a la base i una altura aproximada de 8 metres. Està situada sobre un petit promontori en el nucli urbà al qual dona nom: Torre de Benagalbón. La torre presenta un cos inferior massís sobre el qual s'aixeca la cambra de vigilància, l'entrada de la qual es localitza a uns sis metres del terra i al costat est. Així mateix aquest habitacle presenta dos buits més als costats nord i sud. Per una escala interior s'accedeix al terrat l'ampit de protecció del qual es troba força deteriorat. Conserva alguns elements dels matacans.